# キャサリン・オレリャーナ
キャサリン・バレスカ・オレリャーナ・ソト（スペイン語: Katherine Valeska Orellana Soto、1982年11月26日 - ）は、チリのソウルミュージック、R&B歌手。
ランカグア出身であることを由来とし、通称は『ランカグアのモレーナ（原文: La Morenaza de Rancagua）』。愛称はKathy。

## 経歴
1982年11月26日、リベルタドール・ベルナルド・オイギンス州のランカグアに生まれた。2003年にTVN系列『ロホ・ファマ・コントラ・ファマ』第2シーズンのオーディションに合格し、歌手となった。2004年にアルバム『En ella』を発表し、シングル『Ay,ay,ay』がヒットした。2005年に『Sigo viva』を発表し、2006年にアペス賞を受賞した。
2010年に『フィエブレ・デ・バイレ』第3シーズンに参加し準決勝に進出し、その後、テレビ番組『ジンゴ・デ・チレビジョン』に参加した。
2013年に『サルタ・シ・プエデス』に参加し優勝し、商品としてLa Polarで利用できる25万ペソのギフトカードとフォルクスワーゲンの自動車を得た。
2019年にはリニューアルした『ロホ・エル・コロール・デル・タレント』の夏期版である『ロホ・エン・ヴァケーショネズ』で審査員を務めた。

## ディスコグラフィー

### アルバム
1. En Ella（2004年）
2. Sigo Viva（2006年）

など

## 関連リンク
- 公式サイト